# Archivio di Stato di Ascoli Piceno
L'Archivio di Stato di Ascoli Piceno (ASAP) è l'ufficio periferico del Ministero per i beni e le attività culturali che a norma di legge conserva la documentazione storica prodotta dalle amministrazioni periferiche dello Stato nella provincia di Ascoli Piceno e per deposito volontario, custodia temporanea, donazione o acquisto ogni altro archivio o raccolta documentaria di importanza storica.

## Storia
Istituito come Sezione di Archivio di Stato con d.m.26 aprile 1954, divenuto Archivio di Stato in esecuzione del DPR 30 settembre 1963 n.1409, ha iniziato a svolgere di fatto la sua attività nel maggio 1962, dopo il completamento dell’attuale sede, caratterizzata da soluzioni tecnico-archivistiche radicalmente innovative e ancora oggi pienamente valide per razionalità e funzionalità. L'archivio venne diretto nella sua fase costituente da Elio Lodolini.
Nel 1965, con decreto del Ministro dell’Interno, all’Archivio di Stato di Ascoli Piceno fu associata la Sezione di Fermo, istituita allo scopo di conservare in loco la ricca documentazione statale della delegazione pontificia fermana. A seguito della istituzione della Provincia di Fermo (Legge 11 giugno 2004 n.147), con decreto del Ministro per i beni culturali 28 dicembre 2007 è stato istituito l’Archivio di Stato di Fermo e di conseguenza soppressa la Sezione di Archivio di Stato.

## Patrimonio
Il processo di acquisizione del materiale documentario nel corso del primo ventennio di attività è stato fortemente condizionato dalla situazione archivistica della provincia, caratterizzata dalla mancanza di un preesistente nucleo di documenti concentrati e conservati nel capoluogo a cura di enti o istituzioni locali, da una estrema dispersione del materiale in molte località minori, dalle sue condizioni di conservazione per lo più cattive, e dal diffuso stato di disordine e disorganizzazione delle carte, conseguenza di incuria nella custodia e nei trasferimenti precedenti.
Sono stati accolti dapprima i versamenti della documentazione preunitaria, del ricco fondo notarile, e dell’antichissimo patrimonio, per gran parte pergamenaceo, delle corporazioni religiose soppresse, risalente fino al sec.XI e comprendente numerosi diplomi imperiali e privilegi papali di notevole interesse diplomatistico; si è poi proceduto all’acquisizione dei fondi degli uffici statali dall’Unità alla seconda metà del sec. XX, raggiungendo una consistenza complessiva di 2000 pergamene, 4.600 fogli di mappa catastali e 60.000 unità archivistiche cartacee..
Di rilevante importanza i depositi effettuati dal Comune di Ascoli Piceno - con l’apporto di un prezioso fondo pergamenaceo e dei pregiati codici del Liber iurium e del Catasto trecentesco -, e dalla Provincia di Ascoli Piceno, che hanno consentito di completare il patrimonio storico cittadino a disposizione dell’utenza, arricchito anche da alcuni archivi di famiglie e di persona.
Si sono aggiunti nel 2003 l’archivio di uno storico studio fotografico ascolano, costituito da 4.500 pezzi fra lastre e negativi su pellicola e nel 2006 l’archivio dell’architetto ascolano Vincenzo Pilotti (1872-1956), comprendente 600 unità, per lo più disegni e progetti.